# آیت یازم
ایت یازم (به فرانسوی: Ait Yaazem) یک منطقهٔ مسکونی در مراکش است که در مکناس تافیلالت واقع شده‌است.

## خصوصیات
ایت یازم ۱۴٬۶۱۵ نفر جمعیت دارد.